# Mezora

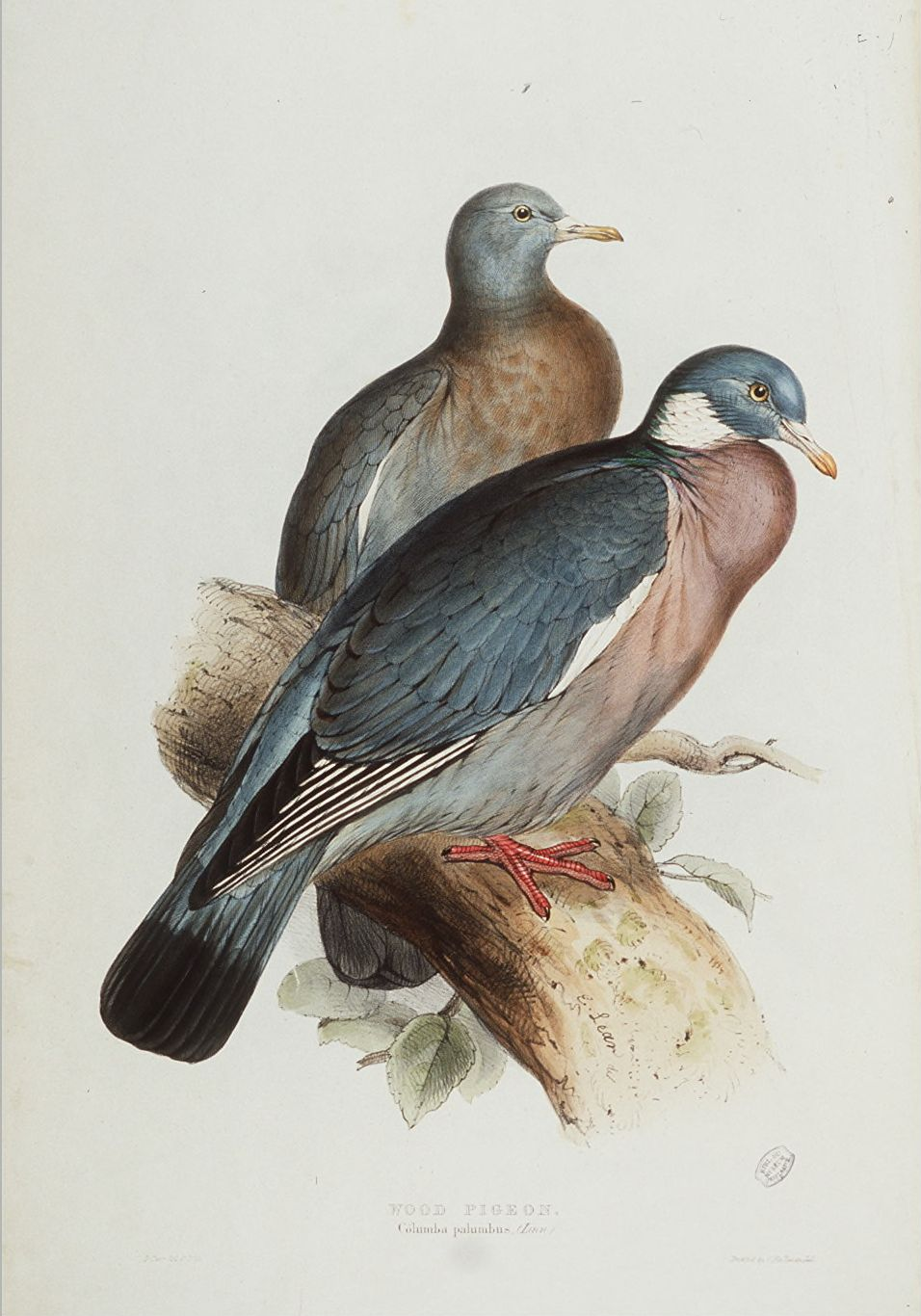
Zwei Tauben
(John Gould, um 1835)

Mezora (Biblisches Hebräisch מְצֹרָע ‚Aussätziger‘) bezeichnet einen Leseabschnitt (Parascha oder Sidra genannt) der Tora und umfasst den Text Leviticus/Wajikra 14–15 (14 , 15  – ELB-Links: 14 , 15 ).
Es handelt sich um die Sidra des 2. Schabbats im Monat Nisan oder, falls mit Tasria verbunden, des 1. Schabbats im Monat Ijjar.

## Wesentlicher Inhalt
- Reinerklärung des vom Aussatz Geheilten nach bestimmten Zeremonien mit zwei reinen Vögeln
- Abscherung aller Haare des Körpers
- Reinigung der Kleider, Bad und Opfer, Besprengung mit Opferblut und Öl
- Behandlung des „Aussatzes“ am Haus und dessen Reinerklärung nach ähnlichen Zeremonien wie beim Menschen
- Der Mensch, dessen Geschlechtsteile Flüssigkeiten abgaben und der dadurch unrein wurde, überträgt diese Unreinheit auf Lager und Geräte, auf denen er sitzt, und auf Menschen, die ihn oder seine Ausscheidungen berühren. Er wird 7 Tage nach Heilung des Leidens und nach Darbringung eines Entsühnungsopfers von zwei Tauben für rein erklärt.
- Der reguläre Blutfluss der Frau verunreinigt sie für sieben Tage, beim unregelmäßigen tritt die Reinheit erst sieben Tage nach Stillstand der Blutung ein. Danach entsprechend das Entsühnungsopfer mit zwei Tauben.

## Haftara
Die zugehörige Haftara ist 2 Kön 7,3–20  .